# Bec de serra sud-americà
El bec de serra sud-americà (Mergus octosetaceus) és una espècie d'ocell de la família dels anàtids (Anatidae) que habita rius de l'est i sud-est del Brasil i zones limítrofes del Paraguai i l'Argentina.